# Прибежище (альбом)
«Прибежище» (англ. «Refuge») — 7-й альбом Бориса Гребенщикова (БГ), записан совместно с Габриеллой Рот & «The Mirrors». Альбом представляет собой подобие буддийской церемонии, состоящей из молитв и мантр.
Прибежище — это самая первая буддийская медитация, которая знакомит медитирующего с системой буддийских ценностей, включающих в себя четыре основные ценности: Будду, Сангху, Учение и Ламу. В альбоме представлен ещё ряд медитаций, записанных под тибетскую музыку. Как и полагается "в хорошей буддийской церемонии", ритуал начинается с молитвы прибежища и зарождения в себе просветлённого отношения, продолжается непосредственно мантрами и заканчивается посвящением заслуги, то есть отдачей всей позитивной энергии, накопленной во время ритуала на благо всем разумным существам.

## История создания
С нью-йоркской «нью-эйдж ведьмой» Габриеллой Рот Борис Гребенщиков познакомился ещё в первый свой визит в Нью-Йорк в 1988 году. Особый интерес у неё вызвал проект Гребенщикова «Bardo», в начале 1990-х они время от времени встречались, вспоминали о проекте и думали, как "сделать его правильно", довести его до состояния полной законченности. Пока шли эти разговоры, Борис получил благословение от знакомых тибетских учителей на запись мантра-песнопений.
Разговор с ламами начался в Петербурге, продолжался в Непале и закончился окончательным и полным благословением на запись от тибетских буддийских учителей  Тенга Ринпоче, Чокьи Ньима Ринпоче, Беру Кхъенце Ринпоче и Кела Чоклинга Ринпоче.
Гребенщиков сделал несколько демо и показал их Габриелле (к тому времени тоже неожиданно вошедшей в контакт с тибетским буддизмом). Борис отправил весь материал ей, после чего сам приехал в Нью-Йорк и снял студию вместе с группой «The Mirrors», состоящей, по сути из Габриеллы и её мужа Роберта, которые приглашали интересных им музыкантов. Студия находилась в двух кварталах от Бродвея, в даунтауне. В ней БГ и барабанщик с огромной установкой индийских кожаных барабанов записали все песни. После этого БГ уехал в Россию и в записи всей остальной музыки участия не принимал. Габриелла пригласила для записи множество музыкантов и записала все нужные партии с ними. Вся музыка сыграна вживую — живые барабаны, преобладающие акустические инструменты, сухой звук.
После чего БГ снова появляется в Нью-Йорке, заново переписывает голос, работает вместе с музыкантами и Габриеллой над чисткой альбома и сведением, и в результате на фирме Габриеллы "Raven Recording" входит альбом «Refuge», который в России появляется под названием «Прибежище». Пластинка была издана в России и за рубежом, она заняла высокие места в списках продаж, о ней очень хорошо отзывались Стинг и Карлос Сантана.

## Оформление альбома

### Оформление российского издания
На обложке и на этикетке компакт-диска (дизайн: А. Гусев) изображена тибетская икона  - танка Бхавачакра — «Колесо бытия» (санскр.). Оно изображает сансару как непрекращающийся процесс самовозникновения неведения и страдания. Колесо обхватывает Яма, «владыка смерти», символизирующий неумолимость времени и рождения.
В центральном круге — свинья, петух и змея, символическое изображение трех пороков: неведения, страсти и гнева.
Вокруг, в светлом полукруге, фигуры, напоминающие о совершенствующемся движении индивидуумов; в тёмном полукруге — сцепившиеся фигуры, влекомые к демону, как напоминание об оскверняющих действиях.
Средний круг содержит изображение «шести видов существования»: божеств (дэвов), полубогов, людей, животных, голодных духов, мучеников в аду.
Наружный узкий круг содержит изображения «двенадцати взаимозависимых качеств». Наверху — Будда Шакьямуни и Бодхисаттва Падмапани — Авалокитешвара.

Обложка зарубежного издания альбома

Также на обложке присутствует описание каждой композиции (см. ниже) и пожелания от Бориса и Габриеллы:

Пусть всё благо, собранное этим альбомом, будет посвящено долгой жизни всех учителей дхармы, непрерывающейся преемственности учений, дальнейшему распространению этих учений и миру в земле снегов и России. (БГ, 1998)

This album is didicated to H.H. the 12th gyalwang drukhen and the tibetian children who dance in his heart. (Gabrielle — Manhattan, 1998)

### Оформление американского издания
Иностранное издание альбома, вышедшее на фирме «Raven Recording», помимо языка (переведены пожелания от БГ и Габриеллы и названия композиций) отличается ещё и совершенно другим графическим оформлением (дизайн обложки: Мишель Уэзерби / дублеже, рисунки на обложке: Виджали). На лицевой стороне — фотография Радужного Бодхисаттвы, окрашенного рельефного изображения в пещере на высоте 16,000 футов на тибетский плато в долине Тердром. На обратной стороне диска написано воззвание:

Возьмите звуки мировых перкуссионных ударов и музыки Габриеллы Рот и «The Mirrors»;

Добавьте тибетских буддийских песнопений в исполнении легендарного русского рокера Бориса Гребенщикова;

Ищите Прибежище.

Специальные благодарности на обложках российского и зарубежного изданий альбома выражены Дэйву Роббинсу, Тому ДеКорте, Заку Винду.

## Список композиций
Мелодии и текст во всех композициях — канонические, кроме 3, 6, 7 — мелодия БГ.
Аранжировки «Мантры Ченрези» — Gangchen Rimpoche, «Ваджра Гуру Мантра» — БГ.
| Композиция                                       | Комментарий |
| ------------------------------------------------ | --- |
| 1. Молитва Прибежища/Refuge (2:58)               | - БГ — голос, синтезатор - Joe Bonadio — Taos drum kit, misc. perc. - Harvey Jones — synthesizer - Robert Ansell — rainstick |
| 2. Мантра Ченрези/Chen Rezi (10:18)              | Полное название — Мантра Бодхисаттвы сострадания Ченрези. Данная композиция была включена в сборник музыки для занятия йогой «Sundari. A Jivamukti Yoga Class», вышедший на «Raven Recording» позднее. - БГ — голос - Joe Bonadio — Taos drum kit, gong, shekere - Harvey Jones — synthesizer - Rocky Bryant — snare, tom. cymbal, hi-hat - Allison Cornell — vocals, viola - Mindy Jostyn — vocals - Erik Lawrence — alto flute - Catherine Russell — vocals                                                                                |
| 3. Семистрочная молитва/Seven Line Prayer (1:46) | Обращение к основателю тибетского буддизма, «Второму Будде» Гуру Ринпоче, Падмасамбхаве - БГ — голос - Harvey Jones — synthesizer - Robert Ansell — pony drum - Joe Bonadio — bones, talking drum - Sanga of The Valley — berimbau |
| 4. Ваджра Гуру Мантра/Vajra Guru (13:02)         | - БГ- голос, синтезатор - Joe Bonadio — Taos drum kit, misc. perc. - Harvey Jones — synthesizer - Allison Cornell — vocals, viola - David Rosenberg — tom, cymbals, rim |
| 5. Мантра Ваджракилайи/Vajrakilaya (12:37)       | Ваджракилайя (тиб. Дордже Пурба) — одно из самых устрашающих медитационных божеств Тибета. Однако, все его пугающие атрибуты (три лица, шесть рук, четыре ноги, украшения из змей, черепов и могильного пепла) служат для уничтожения демонов гнева, агрессии и невежества в сознании человека, а также защиты практикующих. - БГ — голос, синтезатор - Joe Bonadio — Taos drum kit - Harvey Jones — synthesizer - Chris Botti — trumpet - Bob Een — cello - Gordy Ryan — Atoke bell - Sanga of The Valley — congas - Sahaj Ticotin — vocals |
| 6. Мантра Тары/Tara Mantra (9:07)                | Полное название — Мантра Белой Тары. Белая (а также Зеленая и др.) Тара — полностью просветленная женская сущность, защищающая, спасающая и помогающая всем существам. Иногда её называют «Мать Всех Будд». - БГ- голос - Joe Bonadio — Taos drum kit - Harvey Jones — synthesizer - Robert Ansell — tone box - Rocky Bryant — snare, hi-hat - Carter Burwell — accordion - Allison Cornell — vocals - Mindy Jostyn — vocals - Erik Lawrence — alto flute - Catherine Russell — vocals                                                       |
| 7. Посвящение/Final Dedication (1:47)            | - БГ — голос - Joe Bonadio — brushes, bells, tone box, triangle - Harvey Jones — synthesizer - Robert Ansell — shakers, rattle - Allison Cornell — violin, viola, vocal - Gordy Ryan — Jun-Jun |

- Музыкальные директора: БГ и Габриелла Рот
- Продюсеры: Габриелла Рот, Роберт Анселл, Скотт Анселл
- Запись и микс: Скотт Анселл
- Мастеринг: Грег Кэлби на «Mastrerdisc», NYC